# Батлер, Джеймс, 2-й герцог Ормонд
Джеймс Батлер, 2-й герцог Ормонд (англ. James FitzJames Butler, 2nd Duke of Ormonde, 13th Earl of Ormond, 7th Earl of Ossory, 2nd Baron Butler; 29 апреля 1665 — 16 ноября 1745) — крупный англо-ирландский государственный и военный деятель, 2-й герцог Ормонд (1688—1745), лорд Верховный констебль Англии (1689), лорд-лейтенант Ирландии (1703—1707, 1710—1713), лорд-смотритель Пяти портов (1712—1715), капитан-генерал (1711—1714), главнокомандующий британской армии (1711—1714).
Третий представитель линий Батлеров из замка Килкэш, которая владела титулом графа Ормонд. Как и его дед, Джеймс Батлер, 1-й герцог Ормонд, он был воспитан как протестант, в отличие от большинства членов семьи, которые были католиками. Участвовал в подавлении восстания герцога Монмута (1685), в Вильямитской войне в Ирландии (1689—1691), Девятилетней войне и войне за испанское наследство. В 1715 году, после восстания якобитов, он был обвинён в измене и вынужден был эмигрировать из Англии.

## Военная карьера

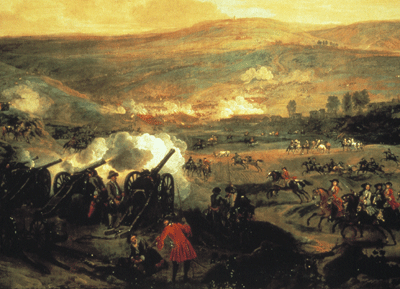
Битва на реке Бойн (1 июля 1690 года), где Джеймс Батлер командовал королевским полком

Родился 29 апреля 1665 года в Дублине. Старший сын Томаса Батлера, 6-го графа Оссори (1634—1680), и его жены, Эмилии фон Нассау (1635—1688). Внук Джеймса Батлера, 1-го герцога Ормонда (1610—1688). Он получил образование во Франции, затем учился в Крайст-Черче (Оксфорд).
30 июля 1680 года после смерти своего отца Джеймс Батлер унаследовал титулы 2-го барона Батлера из Мур-парка (пэрство Англии) и 7-го графа Оссори (пэрство Ирландии). Титул графа Оссори был его титулом учтивости. В 1683 году Джеймс Батлер был назначен командиром кавалерийского полка в Ирландии. В июле 1685 года он участвовал в разгроме восставшего герцога Монмута в битве при Седжмуре.
21 июля 1684 года после смерти своей бабки, леди Элизабет Батлер, герцогини Ормонд (1615—1684), Джеймс Батлер унаследовал титул 3-го лорда Дингуолла в пэрстве Шотландии.
21 июля 1688 года после смерти своего деда, Джеймса Батлера, 1-го герцога Ормонда, Джеймс Батлер стал его преемником в качестве 2-го герцога Ормонда, 2-го маркиза Ормонда, 13-го графа Ормонда, 2-го графа Брекнока, 5-го виконта Тёрлса а и 2-го барона Батлера из Ллантони. 28 сентября 1688 года он стал кавалером Ордена Подвязки.
В 1688 году Джеймс Батлер стал канцлером Дублинского и Оксфордского университетов.
В январе-феврале 1689 года 2-й герцог Ормонд проголосовал против признания новым королем Англии принца Вильгельма Оранского, сохраняя верность прежнему королю-католику Якову II Стюарту. Вскоре он перешёл на сторону прибывшего в Англию Вильгельма Оранского, который 20 апреля 1689 года назначил его полковником королевского отряда конной гвардии. В 1690 году он участвовал в битве на реке Бойн во время Вильямитской войны в Ирландии. В феврале 1691 года Джеймс Батлер стал лордом-лейтенантом графства Сомерсет.
Во время Девятилетней войны герцог Ормонд служил на континенте под командованием Вильгельма Оранского. Получив чин генерал-майора, он принимал участие в битвах при Стенкерке в августе 1692 года и в битве при Ландене в июле 1693 года. В последнем сражении он был взят в плен французами, но затем его обменяли на герцога Бервика, незаконнорожденного сына свергнутого короля Якова II Стюарта. В 1694 году герцог Ормонд получил чин генерал-лейтенанта.
После вступления на престол королевы Анны в марте 1702 года Джеймс Батлер, 2-й герцог Ормонд, стал главнокомандующим сухопутными войсками Великобритании. Во время Войны за Испанское наследство, сотрудничая с адмиралом Джорджем Руком, участвовал в битвах при Кадисе в августе 1702 года и в битве в заливе Виго в октябре 1702 года. В 1703 году герцог Ормонд, ставший членом Тайного совета Англии, сменил лорда Рочестера в качестве лорда-лейтенанта Ирландии.
После увольнения герцога Мальборо Джеймс Батлер, 2-й герцог Ормонд, был назначен главнокомандующим вооружёнными силами Великобритании, получив звания полковника 1-го пехотного полка гренадерской гвардии (4 января 1711 года) и капитан-генерала (26 февраля 1711 года). В парламенте Ирландии герцог Ормонд и большинство депутатов поддерживали партию тори.

## Дело Гискара
Герцог Ормонд сыграл драматическую роль в знаменитом заседании Тайного Совета 8 марта 1711 года, во время которого Антуан де Гискар, французский двойной агент, которого допрашивали о его изменнической деятельности, совершил покушение на Роберта Харли, 1-го графа Оксфорда, к которому он испытывал личную неприязнь. Гискар ударил его перочинным ножом (как ему удалось попасть на Тайный Совет с оружием, остается загадкой). Харли был ранен, но не серьёзно, во многом из-за того, что он носил тяжёлый жилет из золотой парчи, в котором застрял нож. Несколько членов совета, включая герцога Ормонда, в ответ нанесли несколько смертельных ранений Гискару. Гискар умолял Ормонда, чтобы он добил его, но последний отказался. Спустя неделю Гискар скончался от полученных ран.

## Последний поход
В апреле 1712 году герцог Ормонд прибыл из Хариджа в Роттердам, чтобы возглавить британские войска в военных действиях против Франции. Будучи сторонником партии тори, Джеймс Батлер получил тайное предписание ограничиться оборонительными действиями, а потом и вовсе прекратить действия против Франции. В июле 1712 года герцог Ормонд отказался помогать австрийскому главнокомандующему, принцу Евгению Савойскому, при осаде Ле-Кенуа, отозвал британские войска и осадил Дюнкерк. Голландцы были настолько недовольны действиями англичан, что отказались впускать их в занятые ими города Бушен и Дуэ. Герцог Ормонд занял Гент, Брюгге и Дюнкерк. 15 апреля 1713 года он стал лордом-лейтенантом графства Норфолк.

## Измена

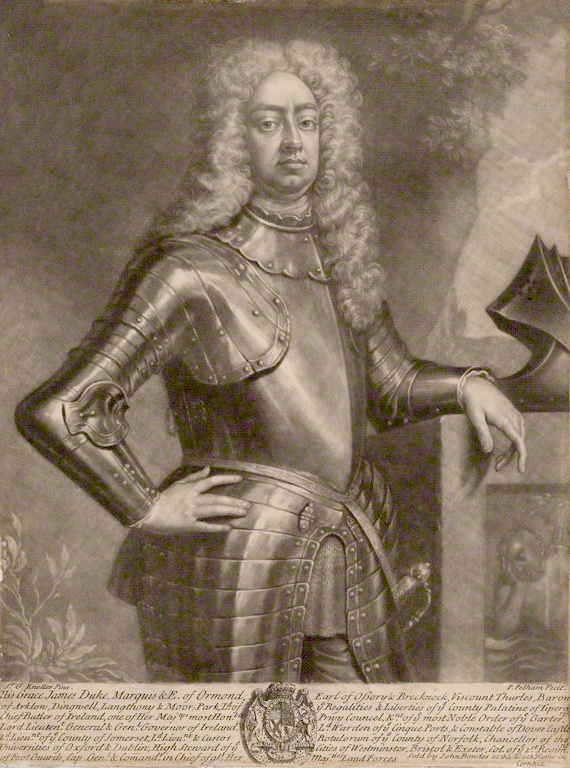
Джеймс Батлер, около 1725—1730 года

1 августа 1714 года скончалась королева Великобритании Анна. Новым королём был избран курфюрст Ганноверский Георг, который прибыл в Англию и был коронован королем Великобритании под именем Георга I. 18 августа того же года герцог Ормонд, подозреваемый в связях с якобитами, был отстранен королевским указом от должности главнокомандующего британскими войсками. Также он лишился чинов генерал-капитана и полковника 1-го гвардейского полка. Правда, 19 ноября 1714 года герцог Ормонд был сделан членом восстановленного Тайного Совета Ирландии, но спустя несколько дней он был исключён из него.
Герцог Ормонд, как близкий соратник лорда Болингброка, обвинённого в сотрудничестве с якобитами и попавшего в королевскую опалу, был обвинен в поддержке якобитского восстания 1715 года. 21 июня 1715 года лорд Стэнхоуп обвинил его в государственной измене. Чтобы избежать ареста и суда, герцог Ормонд 8 августа 1715 года уехал во Францию. Первоначально он остановился в Париже вместе с лордом Болингброком. 20 августа того же года герцог Ормонд был лишён своих титулов и владений. Его имущество было конфисковано короной. Титулы и гербы Ормонда были исключены из списка пэров. Джеймс Батлер был лишен титулов герцога Ормонда (пэрство Англии), графа Брекнока (пэрство Англии), барона Батлера (пэрство Англии) и лорда Дингуолла (пэрство Шотландии), но сохранил за собой титулы в пэрстве Ирландии.
20 июня 1716 года парламент Ирландии принял закон о переходе графства-палатината Типперэри, принадлежавшего герцогу Ормонду, в состав владений короны. В случае высадки в Ирландии герцога Ормонда было обещано 10 000 фунтов стерлингов за его задержание. 24 июня 1721 года ирландский парламент принял закон, который разрешал Чарльзу Батлеру, 1-му графу Аррану, младшему брату герцога Ормонда, выкупить его имущество.
Из Франции герцог Ормонд переехал в Испанию, где провел переговоры с кардиналом Альберони. Позднее он участвовал в испанском плане по вторжению в Англию, чтобы посадить в 1719 году на престол Якова III Стюарта. Этот план не состоялся из-за того, что испанский флот попал в шторм у побережья Галисии. В 1732 году Джеймс Батлер, 2-й герцог Ормонд, перебрался в Авиньон, где провел свои последние годы жизни.
Джеймс Батлер, 2-й герцог Ормонд, скончался 16 ноября 1745 года в возрасте 80 лет в Авиньоне. Он был похоронен в Вестминстерском аббатстве 22 мая 1746 года.

## Брак и дети
Герцог Ормонд был дважды женат. 20 июля 1682 года он женился первым браком на леди Энн Хайд (ум. 25 января 1685), старшей дочери Лоуренса Хайда, 1-го графа Рочестера (1642—1711) и леди Генриетты Хайд, графини Рочестер (1646—1687). Дети от первого брака:
- леди Мэри Батлер (ок. 1682—1688)

3 августа 1685 года после смерти своей первой жены Джеймс Батлер вторично женился на леди Мэри Сомерсет (1664 — 19 ноября 1733), дочери Генри Сомерсета, 1-го герцога Бофорта (1629—1700), и Мэри Капель (1630—1715). Дети от второго брака:
- Томас Батлер, граф Оссори (ум. 1689)
- леди Мэри Батлер (ум. 2 января 1713), жена с 1710 года Джона Ашбернема, 1-го графа Ашбернема (1687—1737)
- леди Элизабет Батлер (ум. 27 апреля 1750), умерла незамужней.

## Титулатура
- 7-й граф Оссори (пэрство Ирландии) с 30 июля 1680 года
- 2-й барон Батлер из Мур-парка, графство Хартфордшир (пэрство Англии) с 30 июля 1680 года
- 3-й лорд Дингуолл, графство Росс (пэрство Шотландии) с 21 июля 1684 года
- 2-й герцог Ормонд (пэрство Ирландии) с 21 июля 1688 года
- 13-й граф Ормонд (пэрство Ирландии) с 21 июля 1688 года
- 2-й маркиз Ормонд (пэрство Ирландии) с 21 июля 1688 года
- 5-й виконт Тёрлс (пэрство Ирландии) с 21 июля 1688 года
- 2-й герцог Ормонд (пэрство Англии) с 21 июля 1688 года
- 2-й граф Брекнок (пэрство Англии) с 21 июля 1688 года
- 2-й барон Батлер из Ллантони, графство Монмутшир (пэрство Англии) с 21 июля 1688 года